# Khari
El Khari és un riu del Rajasthan, Índia.
Neix prop de Deogarh al districte de Rajsamand i corre de sud a nord-est passant pel districte de Bhilwara (on en part marca el límit nord) per sortir del districte i desaiguar al riu Banas. Al tehsil de Shahpura rep les aigües del Mansi.